# Epicyrtica leucostigma
Espèce
Synonymes
- Caradrina callichroa Lower, 1902[1]
- Euplexia leucostigma Turner, 1902[1]
- Euplexia phloeophanes Turner, 1943[1]

Epicyrtica leucostigma est une espèce d'insectes lépidoptères (papillons) de la famille des Noctuidae et qui se rencontre en Australie.

## Galerie

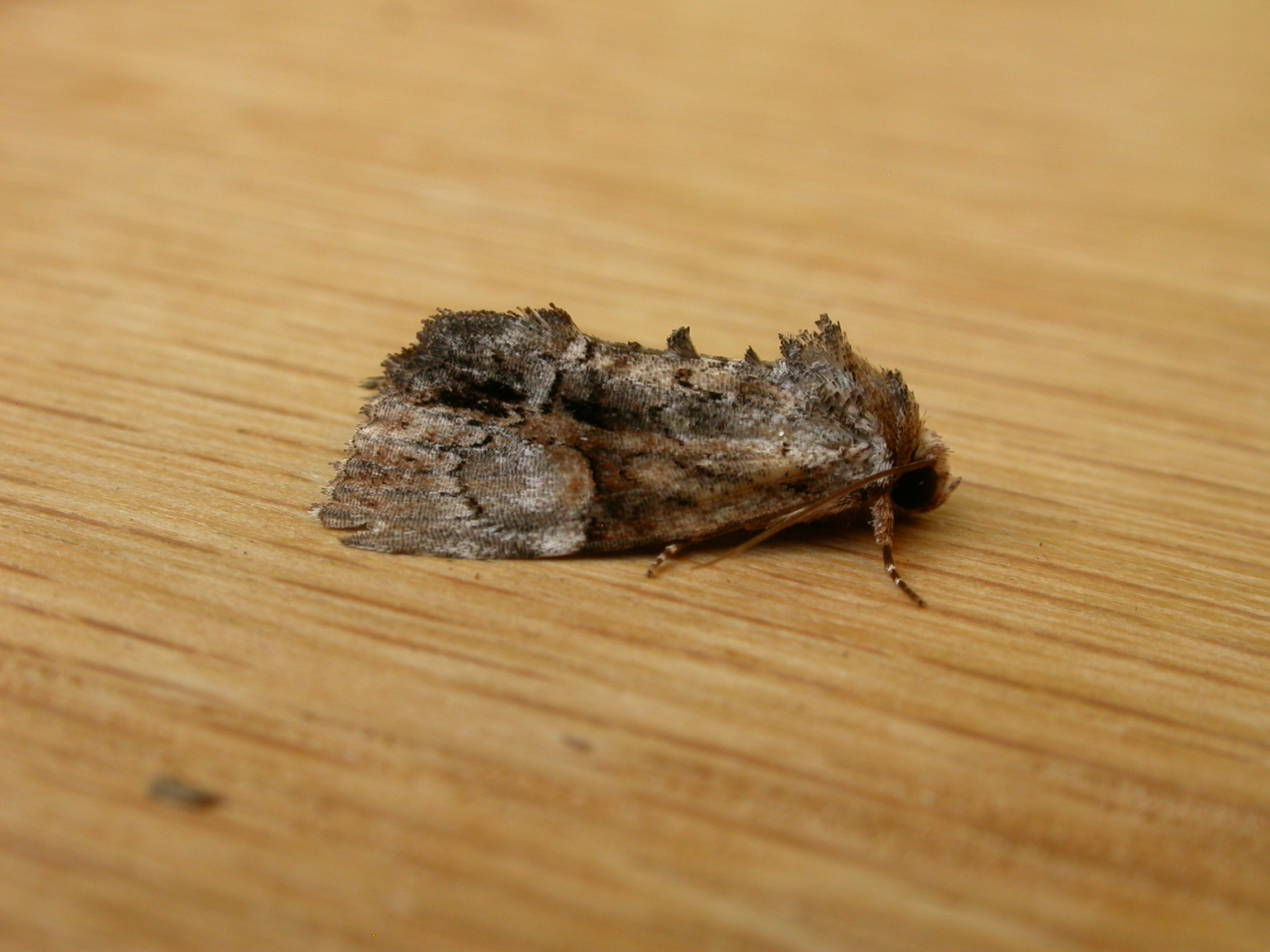